# بابکوک (ویسکانسین)
بابکوک (به انگلیسی: Babcock) یک منطقهٔ مسکونی در ایالات متحده آمریکا است که در Remington واقع شده‌است. بابکوک ۱۲۶ نفر جمعیت دارد و ۲۹۶٫۸۸ متر بالاتر از سطح دریا واقع شده‌است.